# Punta Europa (Guinea Ecuatorial)
Punta Europa (alternativamente llamado Punta Formosa o Punta los Frailes) es un cabo en el extremo norte de la isla de Bioko parte del país africano de Guinea Ecuatorial. Se trata del punto más septentrional de la región insular y del propio país. Se localiza muy cerca del Aeropuerto de Malabo-Santa Isabel (al norte) y de la capital nacional la ciudad de Malabo, frente al Golfo de Guinea y al Noroeste de la Bahía de Venus.
Administrativamente hace parte de la provincia de Bioko Norte.